# Notoniscus chiltoni
Notoniscus chiltoni är en kräftdjursart som beskrevs av Green 1971. Notoniscus chiltoni ingår i släktet Notoniscus och familjen Styloniscidae. Inga underarter finns listade i Catalogue of Life.